# Cadena de Ondas Populares Españolas
COPE (Cadena de Ondas Populares Españolas) é uma das principais cadeias nacionais de rádio da Espanha. Generalista e de âmbito nacional, é operada pela Ábside Media, juntamente com as estações musicais Cadena 100, Rock FM e MegaStar FM, pertencentes à Conferencia Episcopal Espanhola. É a segunda rádio generalista mais ouvida do país, com cerca de três milhões de ouvintes. Está associada ao grupo multimídia Vocento, editor do jornal ABC. Está disponível através de estações oferecidas por TV por assinatura, frequências AM, frequências FM, DAB, streaming e aplicativos.